# Lahde
Lahde an der Weser ist einer der beiden zentralen Stadtteile der ostwestfälischen Stadt Petershagen im Kreis Minden-Lübbecke, Nordrhein-Westfalen.

## Geographie
Lahde grenzt im Osten an die Ortsteile Quetzen, Bierde und Gorspen-Vahlsen, im Norden an Jössen und im Westen an die Weser direkt gegenüber der Kernstadt (Altstadt) von Petershagen sowie im Süden an Frille.

## Geschichte
Im Ortsbereich fand in den Jahren 2005 bis 2007 eine größere archäologische Ausgrabung des Fundplatzes Auf den Ufern statt, der auf eine Besiedlung ab dem 8. Jahrhundert hinweist. Erstmals urkundlich erwähnt wurde Lahde erst 1168. 
Im Jahre 1265 wurde durch das Dominikanerkloster Minden und den Mindener Bischof hier ein Dominikanerinnenkloster gegründet, das jedoch bereits 1306 wegen Streitigkeiten mit den Edelherren vom Berge, zu deren Besitztümern Lahde gehörte, in das 30 km entfernte Lemgo verlegt. Die später vielfach umgebaute ehemalige Kloster- und Pfarrkirche wurde erst Ende des 19. Jahrhunderts abgerissen.
Lahde gehörte bis zu den Napoleonischen Kriegen zur Vogtei Windheim im Amt Petershagen des Fürstentums Minden. Der Ort gehörte von 1807 bis 1813 zum Kanton Windheim des napoleonischen Satellitenstaats Königreich Westphalen und kam 1816 zum neuen Kreis Minden. Im Kreis Minden befand sich in Lahde der Sitz des Amtes Windheim. Ein Amtshaus wurde 1914 an der Bahnhofstraße Ecke Schillerstraße errichtet.
In der Zeit des Nationalsozialismus bestand in Lahde von 1943 bis 1945 das Arbeitserziehungslager Lahde. Die Häftlinge wurden zum Bau des Kraftwerkes eingesetzt. Mit einem Gedenkstein am ehemaligen Standort und einem Gräberfeld zwischen Lahde und Bierde wird an die Gräueltaten erinnert.
Bis zur kommunalen Neugliederung am 1. Januar 1973 war Lahde eine Gemeinde mit einer Gesamtfläche von rund 6,67 km² sowie 2557 Einwohnern (31. Dezember 1972) und gehörte zum Amt Windheim im Kreis Minden. Lahde hatte am 31. Dezember 2022 3554 Einwohner und hat damit seit der Gebietsreform einen enormen Einwohnerzuwachs zu verzeichnen.

## Politik
Die Bevölkerung von Lahde wird gegenüber Rat und Verwaltung der Stadt Petershagen seit 1973 durch einen Ortsvorsteher vertreten, der aufgrund des Wahlergebnisses vom Rat der Stadt Petershagen gewählt wird.
Helga Berg ist Ortsbürgermeisterin.

## Kultur und Sehenswürdigkeiten

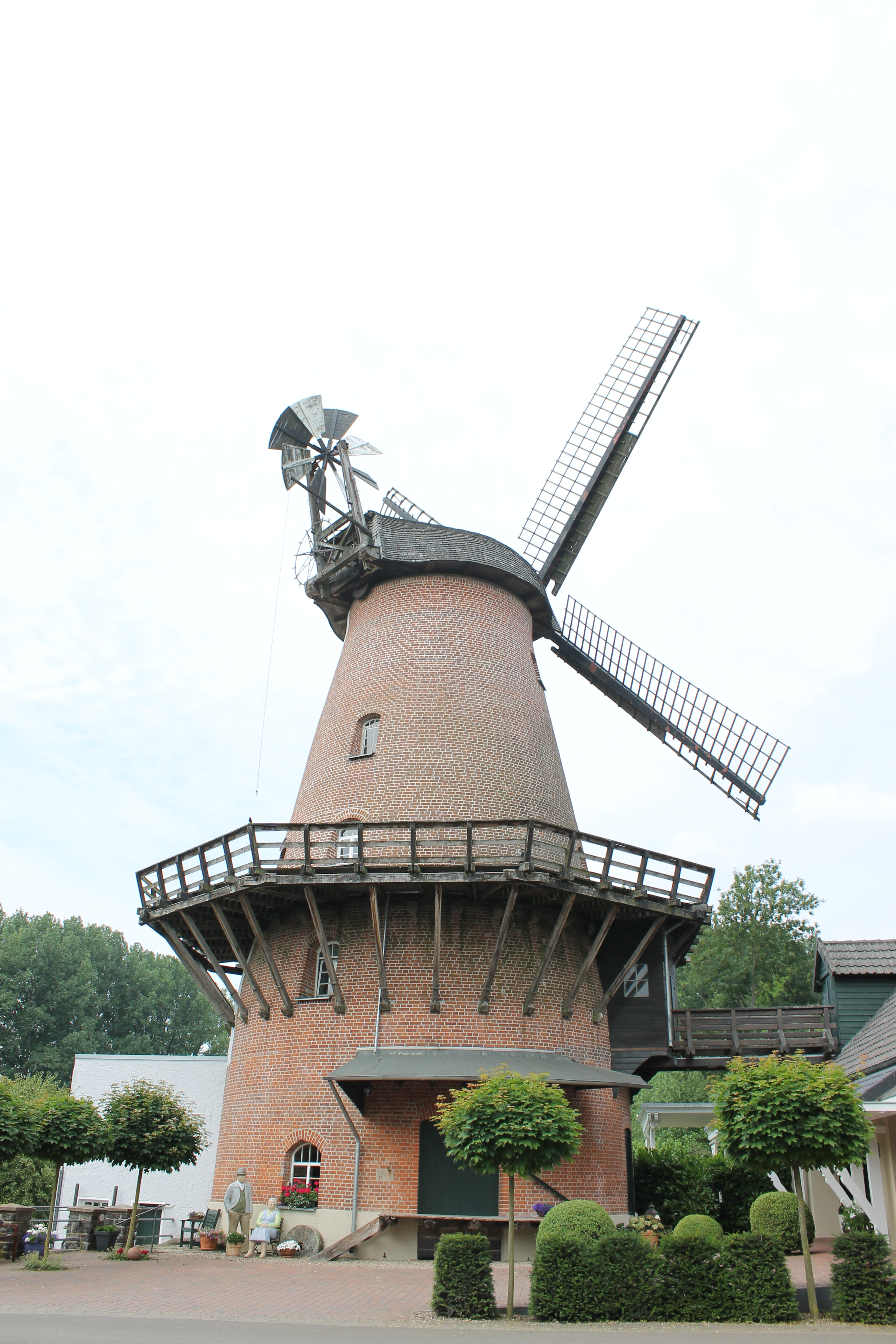
Klostermühle Lahde

- Als Besonderheit in der Westfälischen Mühlenstraße gibt es in Lahde die kombinierte Wind- und Wassermühle Klostermühle Lahde. Sie kann Energie sowohl mit den Flügeln der Windmühle aus dem Wind als auch mit einer Turbine aus dem Wasser gewinnen.
- Die Evangelische Kirche Lahde fand im Jahr 1206 erstmals urkundliche Erwähnung und steht heute unter Denkmalschutz.

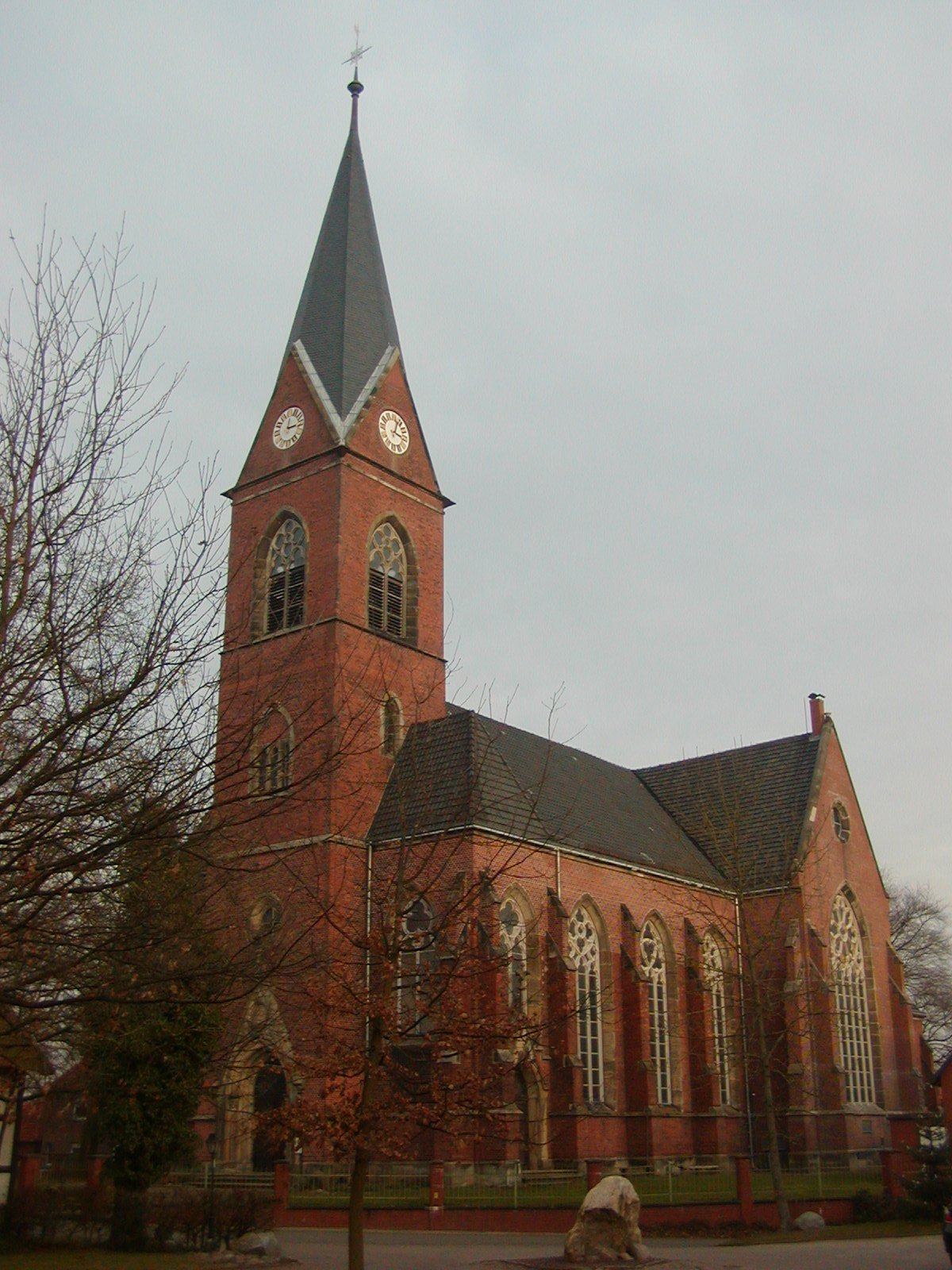
Kirche in Lahde
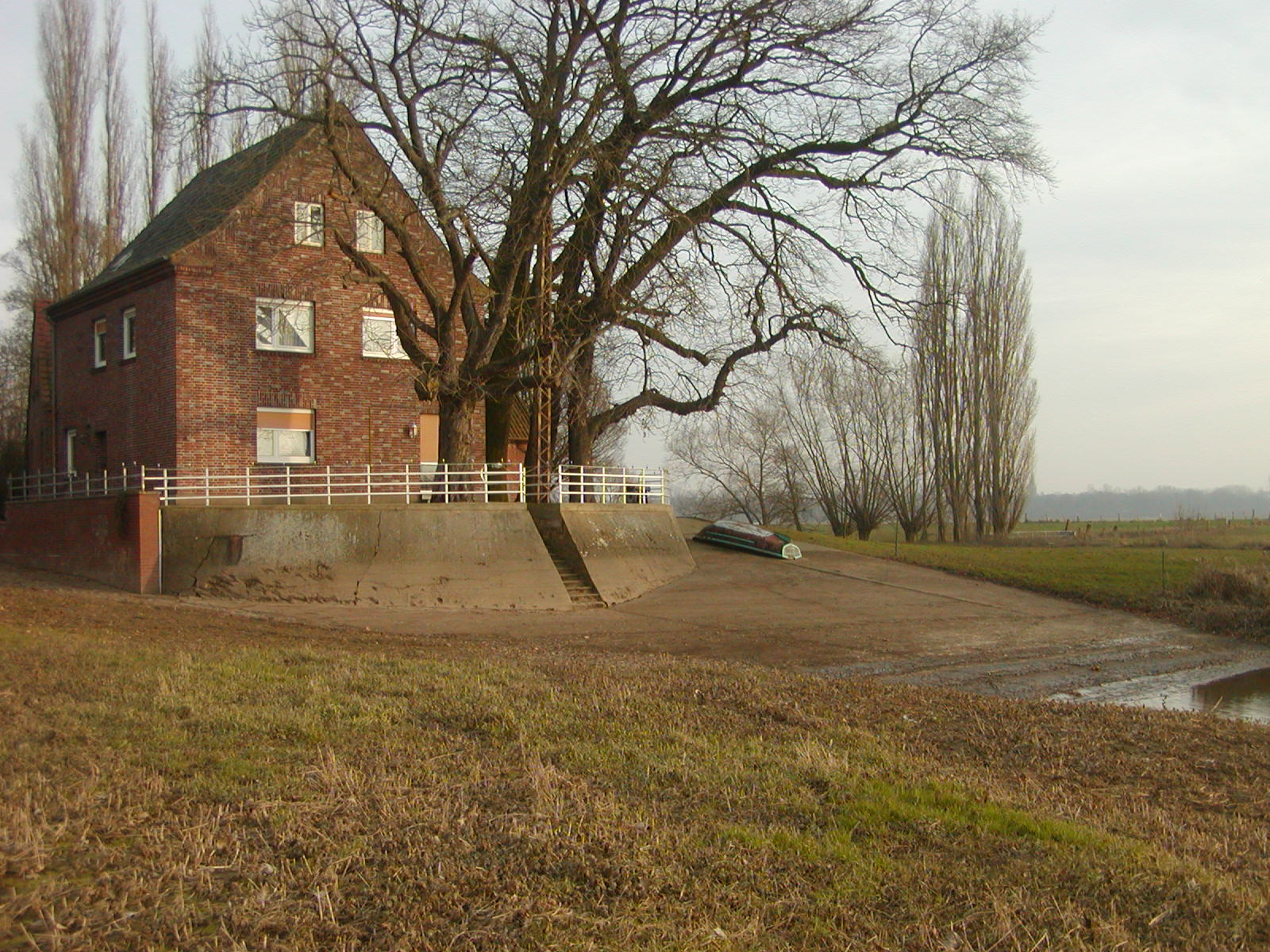
Altes Fährhaus

## Wirtschaft und Infrastruktur

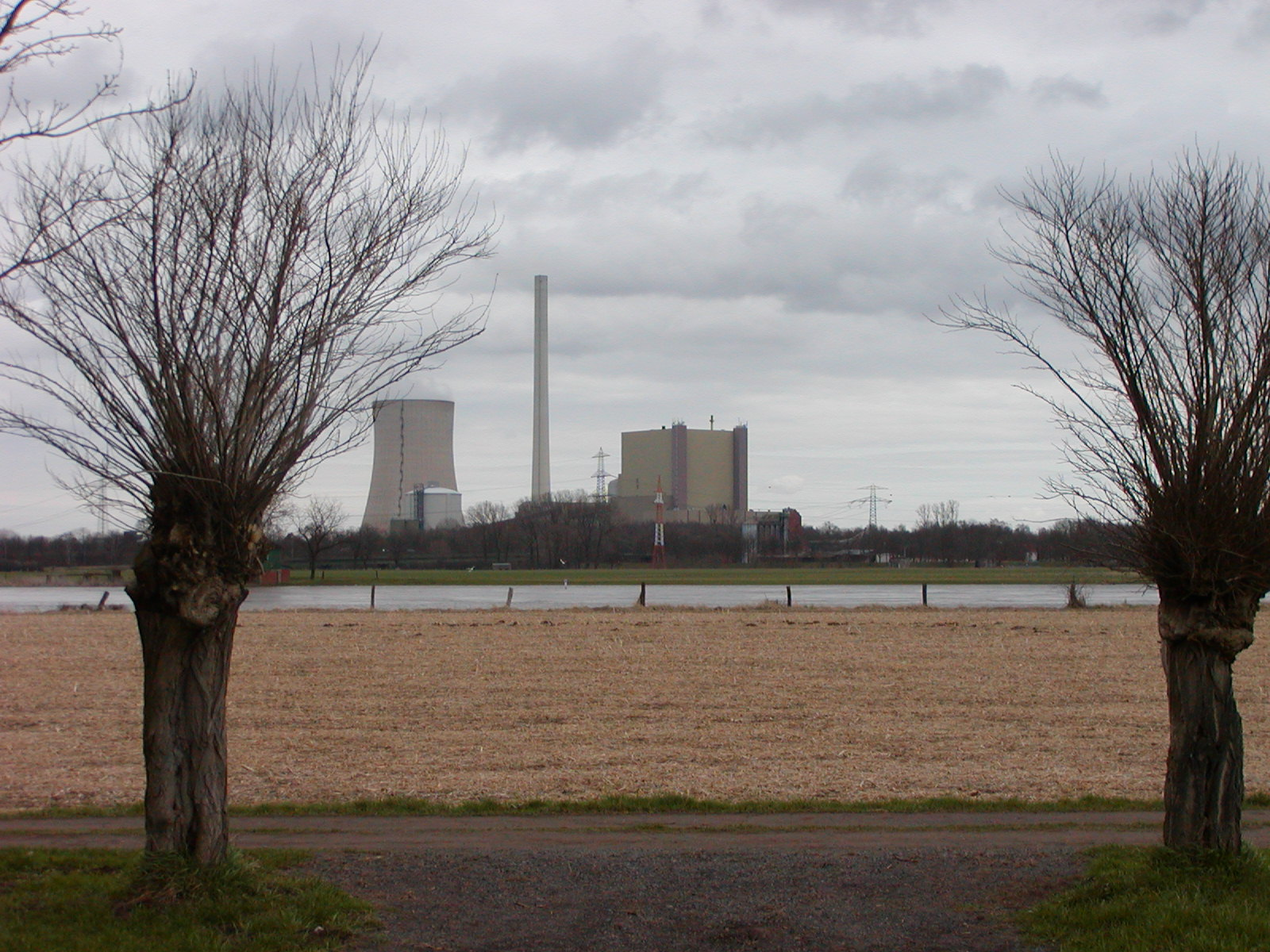
Kraftwerk Heyden von Petershagen aus

### Unternehmen
Lahde besitzt ein eigenständiges Geschäftszentrum und ein Gewerbegebiet am hier ansässigen Kraftwerk Heyden, dem bis 2017 größten Monoblock-Kohlekraftwerk Europas.

### Verkehr
Die Bundesstraße 482 zieht sich in Nord-Süd-Richtung durch Lahde.
Außerdem befindet sich hier der Bahnhof Petershagen-Lahde an der Bahnstrecke Nienburg–Minden, der vom Porta-Express (RE 78) bedient wird. Dieser wird im Zweistundentakt von der eurobahn betrieben.
Der Radfernweg Mühlenroute geht durch Lahde.

## Persönlichkeiten
- Monika Zinnenberg (* 1943 in Lahde), Schauspielerin und Regisseurin